# Скабины
Скабины (позднелат. Scabini, от герм. skapan) — судебная коллегия, явившаяся результатом судебной реформы Карла Великого.

## История введения
В Меровингскую эпоху и в первое время при Каролингах обязанность присутствовать на судебных собраниях являлась повинностью совершеннолетнего свободного населения сотни; повинность эта распространялась как на обычные периодические судебные собрания (mallus legitimus, mallus publicus, echte Ding), так и на нарочитые, внеочередные, собираемые по поводу того или иного дела (placitum, gebotene Ding). Повинность была очень тяжелая, население сотни всеми силами уклонялось от явки на судебные собрания, а графы, со своей стороны, пускали в ход все средства, чтобы принудить их к явке. Реформа Карла Великого имела целью урегулировать такое ненормальное положение дел. Раньше приговор формулировался коллегией так называемых рахимбургов и по утверждении его сотней вступал в силу. Рахимбурги избирались на определенный срок, вероятно — на одно собрание. Реформа Карла Великого ввела вместо рахимбургов постоянный институт скабинов (другие латинские названия: iudices, auditores, juridici, legum doctores, legis latores; в некоторых местностях скабины называются по старой памяти рахимбургами, что доказывает несомненную преемственную связь между обоими институтами).
Дату реформы с точностью установить невозможно, так как утерян закон, её вводящий. В капитуляриях скабины впервые упоминаются поздно, только после 800 года; между тем в Италии встречаются уже в 774 году, то есть непосредственно после её завоевания, а во Франции — в 780 году. Есть основание полагать, что институт скабинов введен между 770 и 780 годами.

## Порядок избрания
Скабины избирались графом при содействии судебной общины, из среды сотни. Юридически землевладение не было условием для вступления в коллегию скабинов; не допускались в её состав лишь лишенные прав (infami, vilae personae), но фактически коллегия их большею частью составлялась из крупных землевладельцев и вассалов, после избрания они присягали на добросовестное несение службы (ministerium), потому что рассматривались как королевские чиновники. Скабины должны были действовать в пределах своей сотни, но в случае необходимости они призывались и в другие сотни того же графства и даже в другое графство. Число их большею частью, как и число прежних рахимбургов, определялось в семь человек.

## Полномочия
Скабины должны были присутствовать как на регулярных, так и на нарочитых судебных собраниях, но введение института скабинов существенно видоизменило лишь вторые. Обязанность сотни присутствовать на регулярных судебных собраниях осталась в силе: там скабины лишь заменили рахимбургов; но так как регулярные судебные собрания в каждой сотне бывали в среднем всего по два раза в год, а нарочитые — приблизительно каждые две недели, то судебная повинность была сильно смягчена. Настоящим судом скабинов сделался нарочитый суд (gebotene Gericht), переставший быть судебным собранием: сотня, как судебная община, перестала созываться туда, следовательно, и для вступления приговора в силу перестало требоваться утверждение его сотней. На новом нарочитом суде должны были присутствовать граф, скабины, стороны и свидетели; позднее присутствие первого сделалось необязательным, и его обыкновенно замещал староста (Schultheiss). Таким образом явилось разграничение графского суда как суда регулярного и суда скабинов как суда нарочитого. Компетенции последнего подлежали дела менее важные: мелкие уголовные (quae facile possunt de iudicari), долговые, по движимому имуществу и т. п. Приговор находился всецело в руках скабинов; судья только руководил совещаниями, заботился о приведении приговора в исполнение и следил за соблюдением так называемого «судебного мира». Наоборот, в регулярных судебных собраниях скабины являлись лишь пожизненными рахимбургами: приговор только формулировался ими и был представляем на утверждение сотни.
Суд скабинов собирался обыкновенно каждые две недели и преимущественно в главном городе графства; вот почему в дальнейшем своем развитии суд скабинов все теснее и теснее связывается с городами и из него вырастает институт шёффенов (Германия) и эшевенов (Франция).